# Epedanidus
Epedanidus is een geslacht van hooiwagens uit de familie Epedanidae.
De wetenschappelijke naam Epedanidus is voor het eerst geldig gepubliceerd door Roewer in 1945. 

## Soorten
Epedanidus is monotypisch en omvat slechts de volgende soort:
- Epedanidus globibunus